# Yaoi
Zasugerowano, aby ten artykuł podzielić na różne artykuły – Yaoi i Boys' love
Yaoi (jap. やおい), Boys’ Love (jap. ボーイズラブ bōizu rabu; BL) – wywodzący się z Japonii gatunek fikcji (mang, anime, powieści i gier komputerowych), w którym elementem fabuły są homoerotyczne związki męsko-męskie. Głównymi twórcami i odbiorcami tych publikacji są nie homoseksualiści, lecz heteroseksualne kobiety.

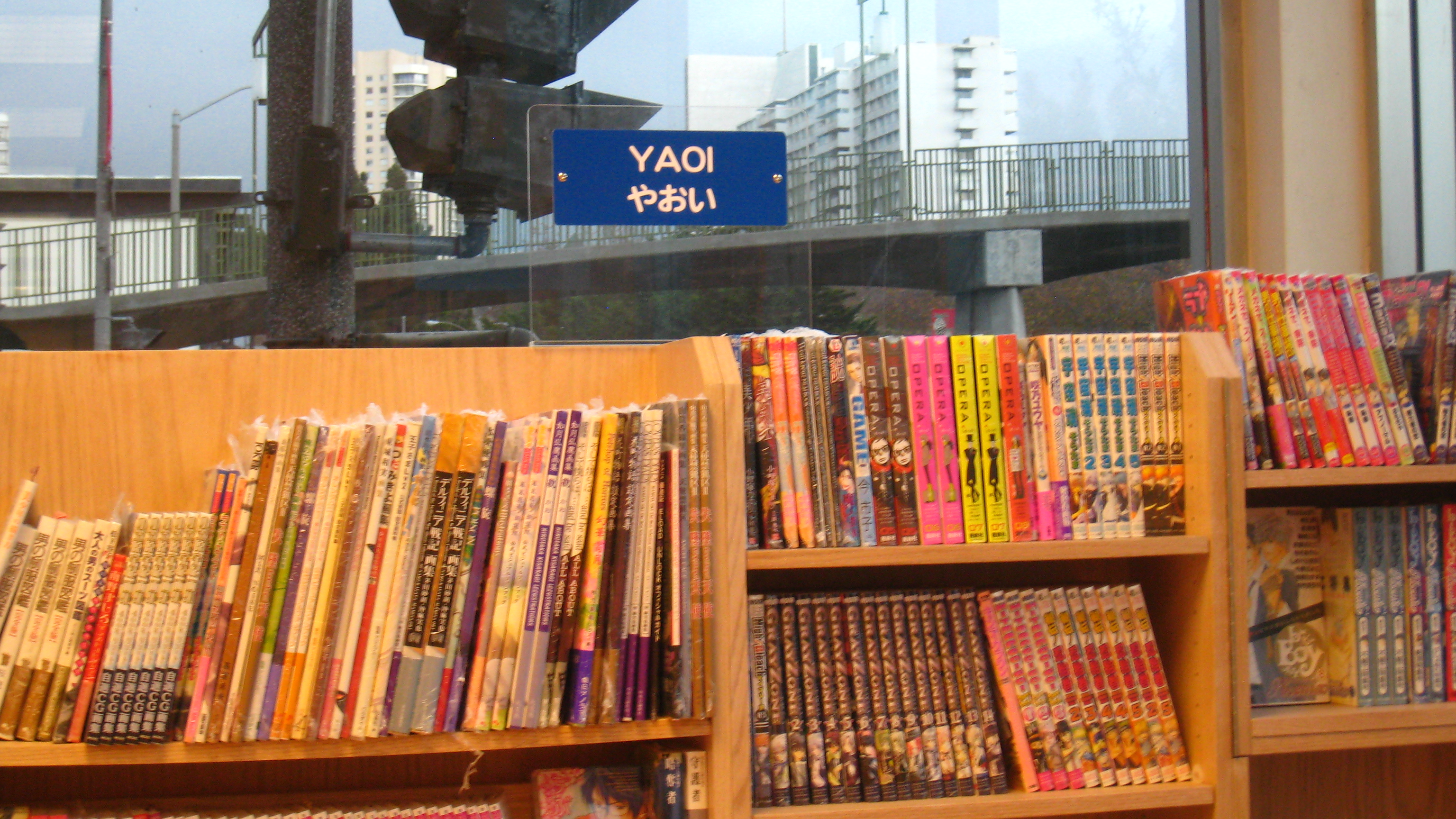
Kolekcja yaoi

Termin yaoi narodził się na przełomie lat 70. i 80. XX wieku w społeczności dōjinshi jako skrótowiec wyrażenia yama nashi, ochi nashi, imi nashi („bez punktu kulminacyjnego, bez puenty, bez znaczenia”). Określenia tego używano wobec amatorskich prac parodiujących popularne mangi i anime, w których postacie męskie były przedstawiane w seksualnych sytuacjach. W latach 90. popularność zaczęły zyskiwać czasopisma z oryginalnymi pracami przedstawiającymi romanse między postaciami męskimi, które były kategoryzowane jako BL (Boys’ Love).

## Typowi bohaterowie i podział ról

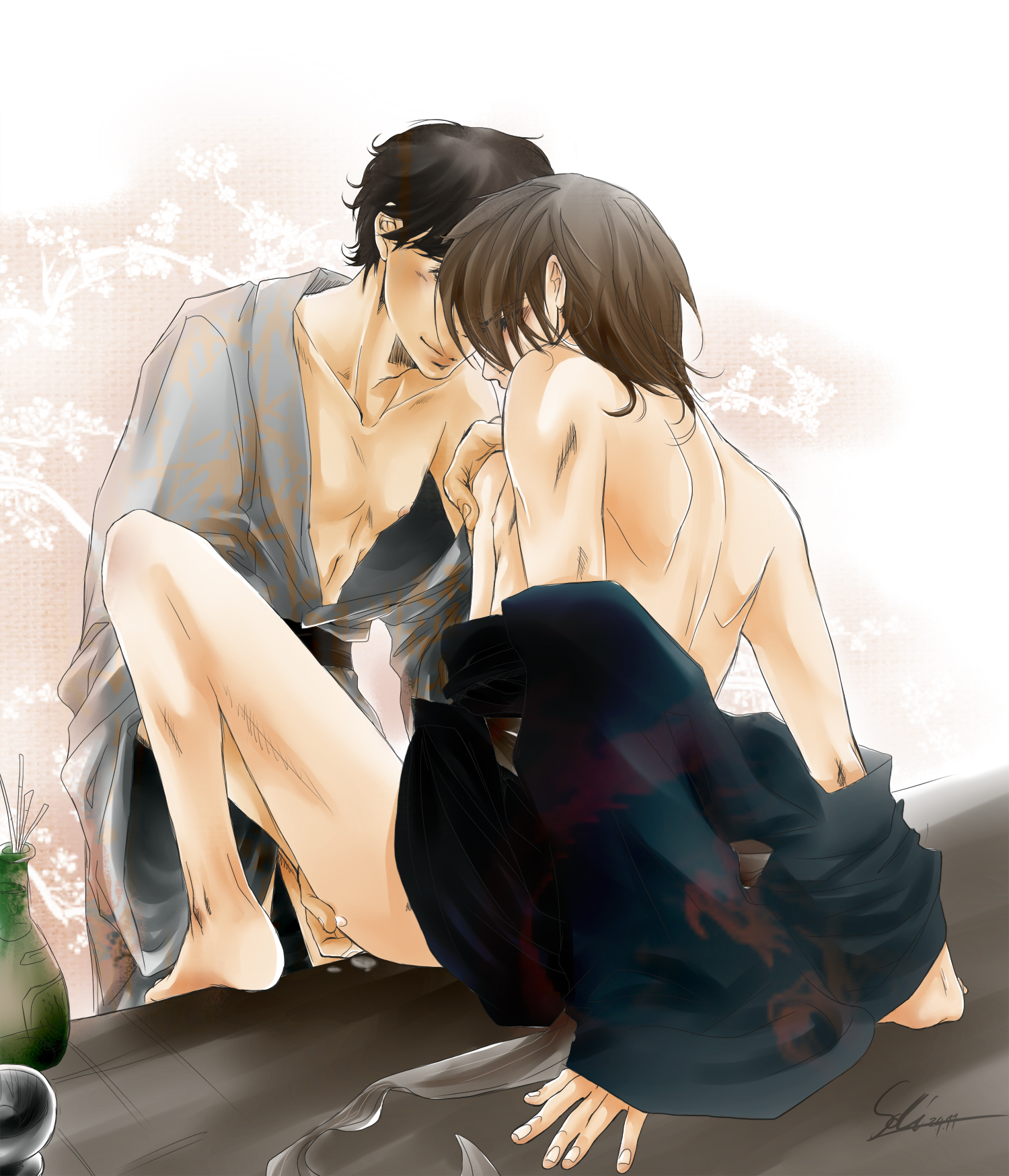
Kadr z opowieści obrazkowej przedstawiający seme (po lewej) i uke (po prawej)

W yaoi występuje łatwo zauważalny podział głównych bohaterów na role, które są wobec siebie komplementarne:
- seme (jap. せめ) – oznacza stronę aktywną/dominującą – odgrywa w związku rolę „prawdziwego mężczyzny”; słowo pochodzi od japońskiego słowa semeru, które oznacza dosłownie „atakować”. W mangach i anime seme przedstawiany jest najczęściej jako mężczyzna dobrze zbudowany, wyższy od swojego partnera[4]. Zazwyczaj ma krótkie włosy, wąskie oczy, mocniej zarysowany podbródek i rysy ciała.
- uke (jap. うけ) – oznacza stronę podporządkowaną/bierną; słowo pochodzi od japońskiego słowa ukeru, które oznacza „odbierać”. Uke najczęściej jest trochę dziewczęcy, z czym wiąże się jednak nie tyle jego wygląd zewnętrzny, ale cechy osobowości, jak wrażliwość, czułość, delikatność, chęć okazywania uczuć partnerowi w każdej sytuacji. W mangach i anime uke najczęściej przedstawiany jest jako osoba niższa, młodsza, o szczuplejszej budowie ciała w stosunku do swojego seme[5].

Podane role często są stereotypowe. Tyle ile jest mang i anime z gatunku yaoi, tyle jest różnych osobowości. Np. w The Tyrant Falls In Love Hinako Takanagi seme jest bardziej uczuciowy, wpatrzony w swojego wybranka jak w obrazek; próbuje zrobić wszystko, aby uke, z początku opierający się i nienawidzący wszystkiego, co homoseksualne, obdarzył go uczuciem. W one-shocie Bohry Naono Powód pożądania to uke jest z pozoru bardziej dojrzały i doświadczony. W Hidoi Otoko Masary Minase uke jest osobą dojrzałą, ustabilizowaną życiowo, a seme 20-letnim, samolubnym, swawolnym i nie do końca dojrzałym mężczyzną.

## Inne warianty gatunku

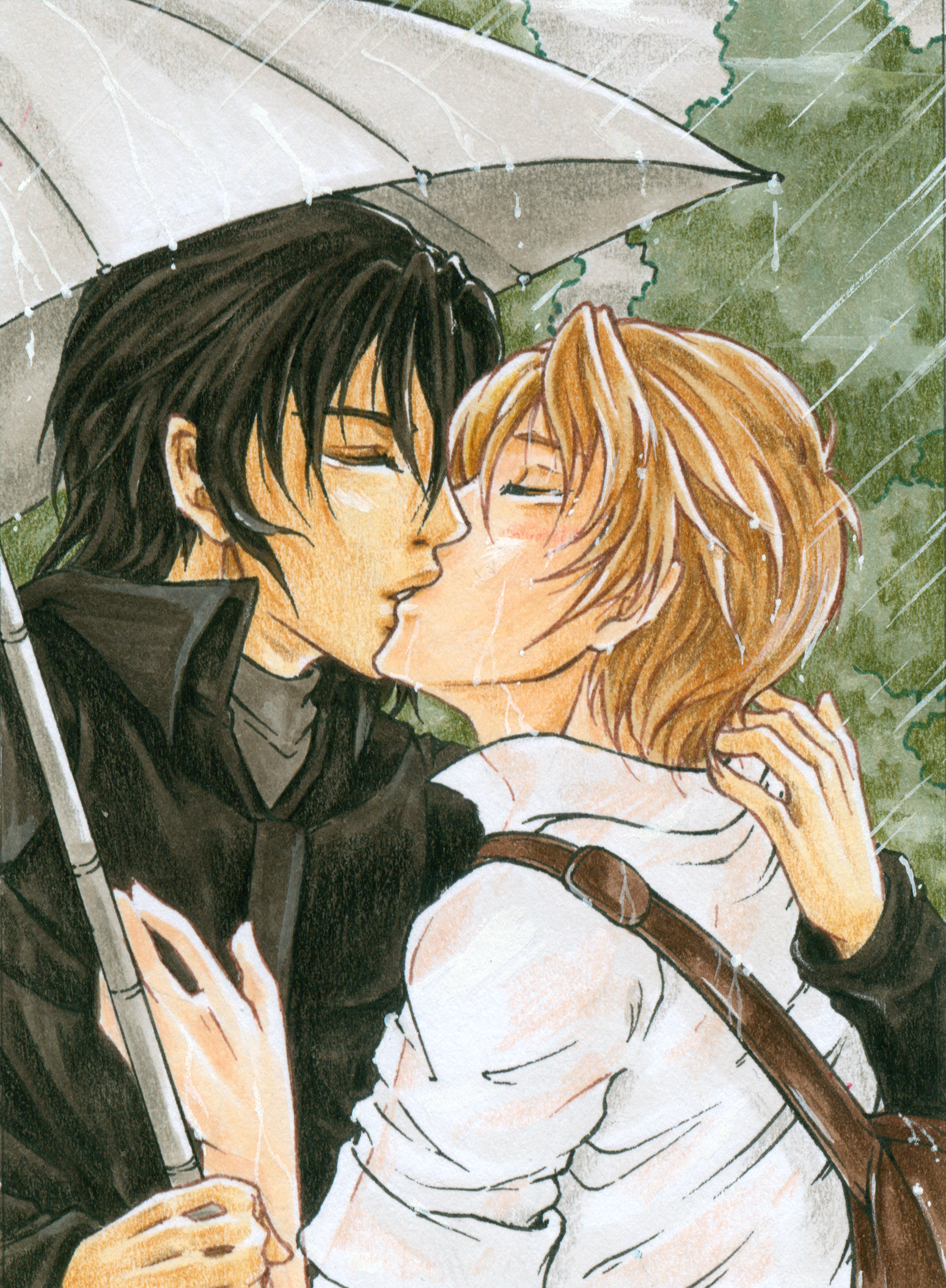
Przykładowa ilustracja z podgatunku shōnen-ai

Łagodniejszą odmianą gatunku jest shōnen-ai (jap. chłopięca miłość), w której opisy scen erotycznych są pomijane lub nawiązuje się do nich poprzez aluzje, a całość bardziej skupia się na emocjach i uczuciach pomiędzy bohaterami płci męskiej.
Analogiczny gatunek przedstawiający związki lesbijskie to yuri.

## Przykładowe tytuły yaoi
- Level C
- Zetsuai 1989
- Finder
- Ai no kusabi

## Publikacje yaoi w Polsce
- Nakładem wydawnictwa Saisha ukazały się trzy tytuły mangi: Wild Rock, Ai no kusabi oraz Cutlass – wydania jednotomowe
- Nakładem wydawnictwa Kasen ukazały się: Yaoi Edition 1 i Yaoi Edition 2 Saihoshi
- Wydawnictwo Waneko wydało mangę Yami no matsuei: Ostatni synowie ciemności
- Studio JG wydało jednotomową mangę Croquis, Liberty Liberty! oraz Bokura ni Matsuwaru Etc.
- Anime Virtual wydało anime Gravitation, serial telewizyjny i OVA w formie 5 płyt DVD
- Wydawnictwo The Cold Desire wydaje mangi yaoi młodych twórców i debiutantów oraz powieści o tej tematyce (tzw. yaoi novel)
- Wydawnictwo Kotori wydało mangi Keep out, Neo Arcadia – Tęcza w ciemności, Beautiful days, Szkarłatny kwiat, Labirynt uczuć – wydania jednotomowe, Seven days – dwutomówkę shounen-ai oraz Opowiadania Kotori – zbiór opowiadań młodych polskich twórców, utrzymany w klimacie yaoi. Jest także w trakcie wydawania serii Zakochany tyran